# Introduzione e polacca brillante per violoncello e pianoforte
L'Introduzione e polacca brillante per violoncello e pianoforte in Do maggiore op. 3 è una composizione di Fryderyk Chopin scritta tra il 1829 e il 1830; è la prima opera del musicista composta per violoncello e pianoforte.

## Storia
Nell'autunno del 1829 Chopin, di ritorno da un viaggio a Vienna, si recò ad Antonin nella tenuta del principe Antoni Radziwiłł protettore del musicista fin da quando, da bambino, si era rivelato un talento. Durante la settimana di novembre passata presso la tenuta, egli scrisse un brano per violoncello e pianoforte che inizialmente definì Alla polacca; fu una composizione d'occasione, per il principe Radziwiłł che era un notevole violoncellista. In seguito, nell'aprile del 1830, Chopin aggiunse un'Introduzione, dall'andamento lento, che presenta un'ampia cadenza per la parte pianistica. L'anno seguente la composizione fu pubblicata a Vienna dall'editore Mechetti con la dedica al violoncellista Joseph Merk. La prima esecuzione in pubblico avvenne durante un concerto a Varsavia nel 1830 con Chopin al pianoforte e Józef Kaczyński al violoncello.

## Analisi
Chopin, diciannovenne, non conosceva ancora bene il violoncello e la relativa tecnica esecutiva, infatti la parte spettante a questo strumento è di modesta levatura, limitata per lo più a una sottolineatura melodica; in tempi successivi alcuni musicisti hanno tentato, arbitrariamente, di accrescere la dimensione virtuosistica della parte, con esiti molto dubbi.
La parte pianistica tende a prevalere sul violoncello ed è di ben diverso spessore, molto più ricca, dall'aspetto "brillante", termine probabilmente dato dall'editore che definisce lo stile del brano. Dopo la lenta Introduzione, forse un po' retorica e con notevoli cadenze pianistiche, viene introdotta la Polacca di notevole durata, ben articolata e strutturalmente ricca e che presenta anche influenze della vocalità operistica italiana, precisamente dalla Semiramide di Rossini, integrata però nel tipico carattere alla Polonaise ricco di effetti.
Da un punto di vista esecutivo, gli interpreti devono cercare di mantenere un equilibrio non facile, poiché la parte pianistica è preponderante; il brano è però brillante e piacevole, anche se oggi non è spesso eseguito in pubblico.